# Corydalis hebephylla
Corydalis hebephylla är en vallmoväxtart som beskrevs av Cheng Yih Wu och Z.Y. Su. Corydalis hebephylla ingår i släktet nunneörter, och familjen vallmoväxter. Inga underarter finns listade i Catalogue of Life.